# Nicolás Guillén

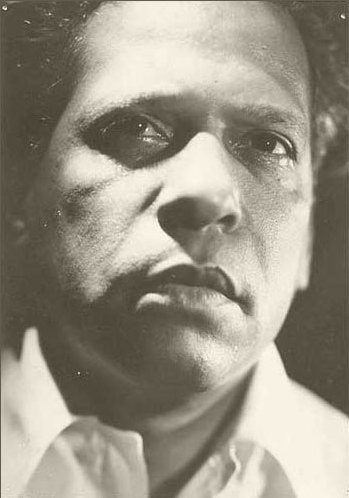
Portret uit 1942

Nicolás Guillén, eigenlijk Nicolás Guillén Batista (Camaguey, 10 juli 1902 – Havana, 16 juli 1989) was een Cubaans dichter. In zijn werk werden de Afrikaanse wortels van de Cubaanse cultuur, die veelal werd gedomineerd door het Spaans en de Europese inbreng, benadrukt. Die Afro-Cubaanse traditie was bewaard in muziek en overleveringen die mondeling werden doorgegeven.

## Biografie
Nicolás Guillen werd in 1937 lid van de Communistische Partij van Cuba. Daarom verbood het dictatoriale regime van Fulgencio Batista hem in 1953, na reizen in Oost- en West-Europa, terug te keren naar Cuba. Nicolás Guillén was in 1954 in Stockholm aanwezig voor het daar gehouden congres van de pro-sovjet Wereldvredesraad. De Sovjet-Unie kende hem in 1954 de Stalin Vredesprijs toe. Pas na de overwinning van de revolutionair Fidel Castro in 1959 keerde Nicolás Guillén terug naar Cuba. In 1961 werd Guillén tot eerste voorzitter van de UNEAC, de Cubaanse Schrijvers- en Kunstenaarsvereniging benoemd.
Nicolás Guillén was lid van het Centraal Comité van de Communistische Partij van Cuba en parlementslid.
De poëzie van Nicolás Guillén werd ook op muziek gezet.